# San Nicandro Garganico
San Nicandro Garganico – miejscowość i gmina we Włoszech, w regionie Apulia, w prowincji Foggia.
Według danych na rok 2004 gminę zamieszkiwało 17 537 osób, 102 os./km².